# Johan Larsson (gitarzysta)
Johan Larsson (ur. 8 grudnia 1974) – szwedzki basista z Göteborga. Obecnie występuje w zespole Seance. Jest najbardziej znany jako członek zespołu melodic death metalowego In Flames, w którym grał od roku 1990 do 1997. Był on także pierwszym basistą power metalowego zespołu Hammerfall, ale odszedł z niego przed nagraniem pierwszego albumu.

## Dyskografia
In Flames
- Lunar Strain (1994)
- Subterranean (1995)
- The Jester Race (1996)
- Black-Ash Inheritance (1997)
- Whoracle (1997)